# Lévignen
Lévignen település Franciaországban, Oise megyében. Lakosainak száma 1014 fő (2022. január 1.). Lévignen Bargny, Betz, Boissy-Fresnoy, Crépy-en-Valois, Gondreville, Ormoy-le-Davien, Ormoy-Villers és Rouville községekkel határos.

## Népesség
A település népességének változása:
| Lakosok száma | 922  | 915  | 965  | 972  | 1001 | 1008 | 1015 | 1013 | 1014 |
|               | 2013 | 2015 | 2016 | 2017 | 2018 | 2019 | 2020 | 2021 | 2022 |